# NGC 1617
NGC 1617 is een balkspiraalstelsel in het sterrenbeeld Goudvis. Het hemelobject werd op 5 november 1826 ontdekt door de Schotse astronoom James Dunlop.

## Synoniemen
- PGC 15405
- ESO 157-41
- AM 0430-544
- IRAS 04305-5442